# Adolfo Christlieb Ibarrola
Adolfo Christlieb Ibarrola (Mexico-Stad, 21 maart 1919 - aldaar, 6 december 1969) was een Mexicaans politicus.
Christlieb studeerde recht aan de Nationale Autonome Universiteit van Mexico (UNAM). Hij doceerde recht en geschiedenis en vervulde verschillende juridische functies. In 1941 sloot hij zich aan bij de Nationale Actiepartij (PAN). In 1962 werd hij voorzitter van die partij. Van 1964 tot 1967 had hij zitting in de Kamer van Afgevaardigden, waarin hij de fractievoorzitter van de PAN was.
Christlieb onderscheidde zich door zijn verzet tegen de destijds almachtige Institutioneel Revolutionaire Partij (PRI). Hij slaagde erin president Adolfo López Mateos over te halen een nieuwe kieswet in te voeren, waardoor oppositiepartijen een serieuze kans kregen gekozen te worden. Christlieb voerde een beleid van co-existentie met de PRI. Hij weigerde zich neer te leggen bij de ondemocratische machtspositie van de PRI maar bleef wel de dialoog aangaan met PRI-presidenten López Mateos en Gustavo Díaz Ordaz. Nadat de PAN begin 1968 een aantal verkiezingsoverwinningen in de staat Neder-Californië werd ontstolen, zag hij in dat onderhandelen met de PRI geen zin had zette hij de dialoog stop.
Intern poogde hij de partij in het politiek centrum te houden, geïnspireerd door de christendemocratische partijen uit Europa en Chili, teneinde een aantrekkelijk alternatief te kunnen bieden voor zowel linkse als rechtse tegenstanders van de PRI. Christlieb stond eveneens een seculiere politiek voor, waarbij hij de sterke Rooms-katholiek conservatieve vleugel van zich vervreemdde. Na druk van conservatieven binnen zijn partij en wegens gezondheidsredenen trad hij eind 1968 af. Hij overleed een jaar later.